# Male and Female
Male and Female é um filme mudo de comédia dramática produzido nos Estados Unidos e lançado em 1919. É baseado na peça teatral The Admirable Crichton, de J. M. Barrie.